# Юлук
Юлу́к (баш. Юлыҡ) — деревня в Баймакском районе Башкортостана России. Относится к Юмашевскому сельсовету.

## Географическое положение
Расстояние до:
- районного центра (Баймак): 41 км,
- центра сельсовета (Юмашево): 9 км,
- ближайшей железнодорожной станции (Сибай): 82 км.

## Население
В 1781 г. в этом населенном пункте было 30 дворов, в 1795 г. проживали 48 мужского пола, в 1811 г. – 47 чел. в 15 дворах, в 1826 г. – 107 обоего пола, в 1834 г. – 134 человека (66 и 68 чел.) в 19 дворах, в 1859 г.– 71 мужчин, в 1866 г. – 488 человек (241 и 247 чел.) в 85 дворах, в 1891 г. – 438 человек (217 и 221 чел.) в 112 дворах, в 1900 г. – 435 человек в 136 дворах, в 1907 г. – 452 человека (228 и 224 чел.) в 54 дворах, в 1915 г. – 84 дворов, в 1917 г. – 1617 человек и 290 дворов, в 1925 г. – 941 человек в 194 дворах, в 1926 г. – 225 дворов (по другим данным – 941 человек в 194 дворах), в декабре 1928 г. – феврале 1929 г. – 285 домохозяев, в 1939 г. – 919 человек, в 1959 г. – 423 человека, в 1989 г. – 475 человек, в 1999 г. – 555 человек, в 2002 г. – 544 человека, в 2010 г. – 470 человек, в 2014 г. – 448 человек.
| 2002 | 2009 | 2010 |
| ---- | ---- | ---- |
| 544  | ↘523 | ↘470 |

## История
Населенный пункт основан в 1781 г. ясашными татарами Казанского уезда Казанского наместничества во главе с Абубакиром Мукаевым (1719—1800) родившегося в д. Злеяпуналовой (Изминой) (возможно, сегодня д. Измя Сабинского района Республики Татарстан).
В 1811-1835 гг. деревня Юлуцкий Ям находится в составе Новоумировской (Ново-Гумеровской) волости Оренбургского уезда Оренбургской губернии, в 1835 г. в составе Верхнеуральского уезда Оренбургской губернии, в 1859 г. центр Юлукского сельского общества Верхнеуральского уезда 4-го башкирского кантона Оренбургской губернии, в 1866-1917 гг. в составе 1-й Бурзянской волости Орского уезда Оренбургской губернии, декабрь 1917 г. – 20 марта 1919 г.  в составе 1-й Бурзянской волости Бурзян-Тангауровского кантона Малой Башкирии, 20 марта 1919 г. – 14 июня 1922 г. в составе Юлукского сельсовета 1-й Бурзянской волости Бурзян-Тангауровского кантона Автономной Советской Башкирской Республики, 14 июня 1922 г. – 5 октября 1922 г. в составе Юлукского сельсовета 1-й Бурзянской волости Бурзян-Тангауровского кантона БАССР, 5 октября 1922 г. – 10 февраля 1923 г. в составе Юлукского сельсовета 1-й Бурзянской волости Зилаирского кантона БАССР, 10 февраля 1923 г. – 6 октября 1925 г. – центр Юлукской волости Зилаирского кантона БАССР, 6 октября 1925 г. – 20 августа 1930 г. в составе Юлукского сельсовета Таналыкской волости Зилаирского кантона БАССР, 20 августа 1930 г. – 20 сентября 1933 г. в составе Юлукского сельсовета Баймак-Таналыкского района БАССР,  20 сентября 1933 г. — 1962 г. в составе Юлукского сельсовета Баймакского района БАССР, с 1962 г. по настоящее время в составе Юмашевского сельсовета Баймакского района Республики Башкортостан.
В деревне 9 марта 1929 г. образовались товарищества по общественной обработке земли «Звезда» и «Маяк», а 16 марта 1929 г. — «Пахарь (Сабанчи)», а затем произошло их объединение в колхоз имени Нариманова, со временем была сформирована бригада колхоза «Сакмар».
Во второй половине XIX века Юлук подняли до уровня культурного центра, здесь действовали светские и духовные медресе, русско-башкирская школа, работали земские лечебные учреждения. Через Юлук проходила государственная дорога Верхнеуральск — Оренбург.
В середине XIX века она было важнейшим центром на перекрестке дорог, где проходили торговые ярмарки, заключались обменные сделки. По официальному постановлению Российского правительства для выполнения ямской службы сюда было переселено около 40 татарских семей, обязанных содержать 40 подвод. Из Зиргана в Юлук на ярмарку за шелками и чаем приезжал Мухаметсадык Рамеев. В 1862 году он решил окончательно поселиться здесь. Купил дом, запустил мыловаренный завод, наладил кожевенное производство. Своей предприимчивостью приглянулся боярину Альмухамету Дашкину, который отдал ему в жены свою дочь Ханифу. С благословения тестя Мухаметсадык ввязывается в золотой промысел, купив у статского советника Шилова прииск у деревни Ишберды. К началу XX века у Рамеева было уже около 20 таких приисков. В 1890 году он вместе с Барыем Нигматуллиным и Юсупом Муртазиным организовывали Тамьян-Тангауровскую золотодобывающую компанию. К этому времени выросли сыновья Мухаметсадыка Шакир и Закир, которых назsdfkb «золотыми королями».
Высшее образование Шакир получил в бельгийском городе Льеж, Закир в Стамбуле. Оба стали продолжателями дела отца. Тесные деловые связи связывали их с промышленниками Уфы, Казани, Нижнего Новгорода, Екатеринбурга, Москвы, Санкт-Петербурга. В архивных документах значится, что Рамеевы, истинно верующие в Бога, как и полагается, десятую часть своих доходов отдавали в пользу общества. Строили мечети, их насчитывается более 50, открывали школы как для мальчиков, так и для девочек, больницы, полностью содержали их. В 1909 году на средства братьев Рамеевых в Оренбурге открыли типографию. Под непосредственным началом Закира стали издавать газету «Вакыт» («Время») и журнал «Шура» («Совет»). В типографии Рамеевых до 1917 года печатались книги ведущих литераторов, историков, духовных лидеров, учебники для школ.
До громких революционных событий Шакир не дожил. Нелепая случайность стала причиной его смерти. Поехал в Москву по приглашению Саввы Морозова, чтобы показаться лучшим докторам. На одной из станций, поскользнувшись в тамбуре вагона, получил травму, и через два дня после этого его не стало.
О Закире известно, что он был депутатом I Государственной Думы. Сегодня о нем говорят как о талантливом поэте, просветителе, переводчике русских писателей на татарский язык. При жизни не издал ни одной своей книги, хотя как крупнейший издатель России конца XIX — начала XX века имел для этого неограниченные возможности. Под его стихами, публикуемыми в газете, он ставил подпись «Дэрдменд» (что означает «печальный») и очень тщательно оберегал тайну этого псевдонима. Его охотно переводили на русский, среди авторов перевода встречается имя Федора Тютчева. 
Гражданская война на Южном Урале прервала стабильную добычу золота.
Закир отказался от эмиграции. Когда установилась советская власть, все прииски, типографию он добровольно отдал в ее распоряжение. Поставил лишь одно условие: не оставить без работы сына Искандера, который обучался на горного инженера в Германии. Умер Закир в 1921 году от тифа.
Вплоть до нынешних дней о Рамеевых если мы что и могли узнать, то в резко негативной оценке: хитрые богатеи, нещадно эксплуатирующие труд бедных людей, хищнически разоряя природные богатства Урала. Антагонизм по отношению к ним опирался в основном на книгу Мажита Гафури «На золотых приисках». Сегодня открытые архивы становятся откровением. В начале XX века на приисках Рамеевых были самые совершенные по тем временам бегунные фабрики по размельчению пород и прочее оборудование, приобретенное за границей. Материалы о новшествах, введенных Шакиром в процессе добычи золота, публиковались в специальных изданиях России и за рубежом. В архиве геологического управления Башкортостана хранится довольно много журналов Рамеевых с регистрацией месячного и годового дохода, объемов сдачи золота государству. Там, где промышляли Рамеевы, было добыто более 40 тонн золота, на их же долю приходилось около 5 тонн. Отношение к ним современников выражено, например, в одной из газетных статен того времени: «Характер чудесный, скромный, даже стеснительный, – так написано в воспоминании о Шакире Рамееве. – В оказании помощи другим, в выражении добрых пожеланий он находил истинное удовольствие. Не любил спорить, осуждать недостатки других. Если затевали при нем такой разговор, он резко обрывал. Щедрый по природе, истратил за свою жизнь немало денег на общественную благотворительность. Но поскольку он не был тщеславным, многие его благородные дела остались как бы в тени. Для него богатством были высокая мораль, наука и широта мысли».

## Национальный состав
Согласно переписи 2002 года, преобладающие национальности: татары (39 %), башкиры (57 %)

## Религия
В деревне есть мечеть - памятник истории.

## Известные уроженцы
- Рамеев, Закир Садыкович (1859 — 1921) — классик татарской литературы, известный золотопромышленник и меценат. В Юлуке располагались резиденция и контора фирмы Рамеевых.
- Рамеев, Башир Искандарович (1918 — 1994) — советский учёный-изобретатель, разработчик первых советских ЭВМ. Внук Закира Рамеева.
- Габитов, Хабибулла Абделькадирович (1866 — 1938)  — поэт, учился в медресе Юлукова.
- Файзуллин, Мирхайдар Мустафович (псевдоним Мирхайдар Файзи) (19.10.1891—9.07.1928) — драматург, поэт и публицист, работал заведующим библиотекой (1919—1922), открытой братьями Рамиевыми.
- Габитов, Раиф Лутфуллович (25.11.1913 — 1943) — погибший в Великой Отечественной войне башкирский композитор, член Союза композиторов СССР (1941).